# Folke Nauta
Folke Sjoerd Nauta (* 26. April 1973 in Hengelo/Provinz Overijssel; † 5. August 2023 in Bussum/Provinz Noord-Holland) war ein niederländischer Pianist.

## Leben
Nauta wurde zwölfjährig in das Begabtenprogramm des Conservatorium van Zwolle aufgenommen, wo Rudy de Heus sein Lehrer war. Sein anschließendes Studium bei Jan Wijn am Conservatorium van Amsterdam schloss er 1997 mit Auszeichnung ab. Als jüngster Teilnehmer gewann er 1992 den zweiten Preis bei der International Queen Sonja Piano Competition in Oslo. In den Niederlanden war er zwei Jahre später Gewinner des Dutch Press Prize und des Internationalen Klavierwettbewerbs in Scheveningen.
1995 erhielt er den Philipp-Morris-Kunstpreis, nahm sein erstes Soloalbum auf und vervollkommnete seine Klavierausbildung in Paris bei Eugen Indjic. In der Folgezeit nahm er Kompositionen von Frédéric Chopin, Franz Schubert und drei Klavierkonzerte von Julius Röntgen (mit dem Orkest van het Oosten unter Leitung von Jurjen Hempel) auf. Mit dem Nationaal Jeugd Orkest unter Leitung von Roland Kieft unternahm er 1995 eine Tournee durch die Niederlande, bei der er die Uraufführung des ihm gewidmeten Ersten Klavierkonzerts von Willem Jeths spielte. Eine Aufnahme des Werks entstand 1999 mit dem Noordhollands Philharmonisch Orkest unter Leitung von Thierry Fischer. 
Als Solist gab Nauta Konzerte in allen großen Konzerthallen der Niederlande, im Ausland u. a. in Großbritannien, Frankreich, Deutschland und Norwegen. Im Rahmen einer internationalen Rising-Star-Tour 1999–2000 trat er in Europa mit der Geigerin Janine Jansen auf und debütierte mit ihr in der Carnegie Hall. Bei seinen Konzerten arbeitete er u. a. mit den Dirigenten Yoav Talmi, Lev Markiz, Lawrence Renes, Lucas Vis, Ernst van Tiel, Gianandrea Noseda und Alexander Liebreich zusammen. Mit dem Cellisten Jeroen den Herder und Janine Jansen bildete er das Rembrandt Trio, mit dem er häufig wenig bekannte Werke der Kammermusikliteratur aufführte.
Auf Grund einer fokalen Dystonie verlor Nauta 2010 die Kontrolle über seine rechte Hand und wandte sich nun den Werken zu, die für den Pianisten Paul Wittgenstein komponiert worden waren, der im Ersten Weltkrieg den rechten Arm verloren hatte. Zudem spielte er mit dem Prisma String Trio und dem Klarinettisten Lars Wouters van de Oudenweijer selten gehörte kammermusikalische Werke, darunter Franz Schmidts Quintett für Klavier für die linke Hand, Klarinette und Streichertrio.